# Jean Louis Xavier Dorin
Pour les articles homonymes, voir Dorin.
Jean Louis Xavier Dorin, né à Triaucourt (Lorraine) le 29 septembre 1789 et mort à Châlons-sur-Marne (Marne) le 29 août 1882, était un docteur en médecine et naturaliste français.
Il a légué au musée de Châlons ses importantes collections d'histoire naturelle et son cabinet d'ornithologie.